# بيسيديا

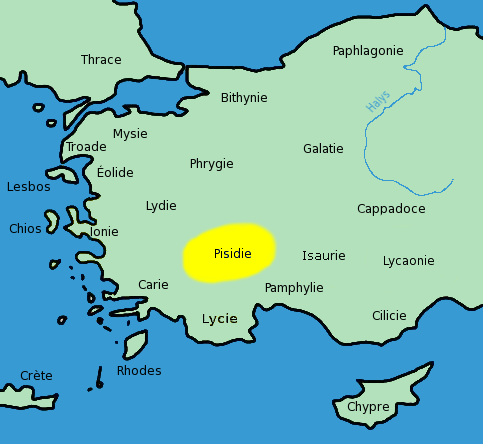
خارطة بيسيديا

بيسيديا هو إقليم في جنوب آسيا الصغرى، يقع شمال بامفيليا وغرب إيساوريا وكيليكيا والإقليم يتكون من جبال وعرة، مثل جبال طوروس الجنوبية التي وفرت ملجأ للخارجين عن القانون والرافضين لكل الفاتحين الجدد. في القرن الأول قبل الميلاد كان السكان يتكونون من قبائل ومجموعة قرى ولغتهم هي البيسيدية، وهي ذات أصل وقرابة غير معروفين بأي للغات، وكان الحكم الثيوقراطي الذي كان سائدا في فريجيا معروفا في بيسيديا، فهناك دلائل على وجود معابد لها أراضي كثيرة وعمالة العبيد.
بعد موت ملك غالاتيا أمينتيس عام 25 ق م، قام الرومان بضم إقليم بيسيديا إلى إقليم غالاتيا ثم تم ضمه مع إقليمي ليكيا وبامفيليا عن طريق الإمبراطور فسباسيان، وكان تقدم الحضارة الرومانية بطيئا ولكن في القرن الثاني الميلادي بدأ البناء يزداد بسرعة، وتم ضمها للإقليم الآسيوي بعد قرار ديوكلديان عام 297 م.

## أعلام
- نقفور الأول
- أنيا فاوستينا
- ساويرس الأنطاكي